# 受
受（梵語），佛教術語，意指情绪。當感官，外境，以及意識三者聚合（觸）時，所升起的內心感覺，即是受。通常可以概分為痛苦（苦受）、快樂（樂受）以及沒有特殊感受（不苦不樂受）三者。它是十二因緣的第七支，為五蘊之一，又名受蘊、受陰，包括感受等，屬於心的一種作用。南傳佛教對感受有非常詳盡的探討。

## 感受的定義
- 受蘊，包括“受”的过去、未来、现在、内外、粗细、优劣、远近等等[1]。而“受”是感受及體驗目標的心所，此感情为对某种体验的感受，而非涉及不同心所而生的复杂感情[2]。
- 樂受、苦受、捨受（不苦不樂受）：此三受分別和貪瞋痴三毒對應。
- 感受的可意和不可意，完全是個體的主觀判斷，同樣的外在刺激，對不同個體會很可能會產生不同的感受。
- 因為有六受身的感受、覺知，有情才能學習世間技藝與修行世間法出世間法。

## 受蘊種類
- 三種受：[3]
  - 苦受
  - 樂受
  - 不苦不樂受
- 六受身：將六根觸六塵境界的受，稱作六受身，也是受陰的一類。[4]
  - 眼受身
  - 耳受身
  - 鼻受身
  - 舌受身
  - 身受身
  - 意受身

## 受蘊體性
- 生滅
- 無常
- 苦
- 空
- 無我

## 感受的形成原因
1. 膽汁
2. 痰液
3. 風
4. 生理反應
5. 季節變遷
6. 失衡
7. 外在逆境
8. 成熟的業果

總的來說，感受由「觸」（十二因緣之一）所生起，觸包括和外在接觸（眼耳鼻舌身＜色聲香味觸），和心與記憶的接觸（意根＜法塵）。

## 感受與修行之關係
- 感受是修行的重要工具，透過觀察感受（四念住），可以看到貪瞋如何生起，如何滅去。
- 由於外境的能量變化的持續發生，以「感受」為所緣，可以持續不間斷地保持「正知」，以防止貪瞋的再度生起。

## 引用
1. ↑  《巴利三藏·相應部》（卷22，第48章）：“諸比庫！所有受之過去、未來、現在、內、外、粗、細、劣、勝、遠、近者，名為受蘊。”
2. ↑  《巴利三藏·相應部》（卷36，第5章）：“諸比庫！此等之三者，是受。以何者為三者？乃樂受、苦受、非苦非樂受是。”
3. ↑  《瑜伽師地論》卷25：「所言受者。即三種受。是名受蘊。」
4. ↑  《眾事分阿毘曇論》卷2〈4 分別七事品〉：「云何受陰。謂六受身。云何六。謂眼觸生受。乃至意觸生受。」 (CBETA, T26, no. 1541, p. 634, c9-11)